# محمد أباد بالا (المزرعة الشمالية)
محمد أباد بالا (بالفارسية: محمدآباد بالا) هي قرية تقع في إيران في قسم المزرعة الشمالیة الريفي. يقدر عدد سكانها بـ 1,219 نسمة .